# Římskokatolická farnost Brod nad Dyjí
Římskokatolická farnost Brod nad Dyjí je územní společenství římských katolíků s farním kostelem svatého Jana Nepomuckého v obci Brod nad Dyjí v mikulovském děkanství v rámci brněnské diecéze.

## Historie farnosti
První písemná zmínka o obci pochází z roku 1353. Roku 1930 zde žilo 999 obyvatel, téměř všichni německé národnosti (98,4 %) – tito byli po roce 1945 vesměs vysídleni. Farní kostel pochází z roku 1770.

## Duchovní správci
Farářem byl od 1. srpna 2009 R. D. Josef Kohoutek. Dne 15. listopadu 2023 jej jako administrátor vystřídal R. D. Jiří Komárek.

## Bohoslužby
| Kostel                   | Místo         | Bohoslužba (den)           | Hodina                         | Poznámka     |
| ------------------------ | ------------- | -------------------------- | ------------------------------ | ------------ |
| svatého Jana Nepomuckého | Brod nad Dyjí | neděle středa pátek sobota | 8.00 16.00 (zima)/17.00 (léto) | Farní kostel |

## Aktivity ve farnosti
Dnem vzájemných modliteb farností za bohoslovce a bohoslovců za farnosti brněnské diecéze je 30. březen. Adorační den připadá na 1. dubna.
Ve farnosti se pravidelně koná tříkrálová sbírka, v roce 2015 se při ní vybralo 12 672 korun.Při sbírce v roce 2016 činil výtěžek 16 770 korun.
V listopadu 2016 se v farnosti konaly lidové misie.